# Grijze kardinaal
De grijze kardinaal (Cardinalis sinuatus) is een zangvogel uit de familie Cardinalidae (kardinaalachtigen).

## Verspreiding en leefgebied
De soort telt drie ondersoorten:
- C. s. sinuatus: van de zuidelijk-centrale Verenigde Staten tot centraal en oostelijk Mexico.
- C. s. fulvescens: zuidelijk Arizona, noordwestelijk en westelijk Mexico.
- C. s. peninsulae: Baja California (noordwestelijk Mexico).